# 中国人民政治协商会议地方委员会
中国人民政治协商会议地方委员会，是中国人民政治协商会议的地方组织。

## 历史
中国人民政治协商会议地方委员会，通常称为“中国人民政治协商会议××省（××自治区、××市、××自治州、××盟、××县、××自治县、××旗、××市××区）委员会”，简称“政协××省（××自治区、××市、××自治州、××盟、××县、××自治县、××旗、××市××区）委员会”或者“××省（××自治区、××市、××自治州、××盟、××县、××自治县、××旗、××市××区）政协”。
中国人民政治协商会议地方委员会最早的组织依据是1949年9月27日中国人民政治协商会议第一届全体会议通过的《中国人民政治协商会议组织法》第五章“地方委员会”，其中第十八条规定：“在中心城市、重要地区及省会，经中国人民政协全国委员会决议，得设立中国人民政协地方委员会，为该地方各民主党派及人民团体的协商并保证实行决议的机关。”第十九条规定：“中国人民政协地方委员会的组织条例，由中国人民政协全国委员会制定或批准之。”此外，根据该法第十三条规定，中国人民政治协商会议全国委员会的职权之一是“指导地方民主统一战线的工作”。
1950年6月23日，中国人民政治协商会议第一届全国委员会第二次会议全体一致通过《中国人民政治协商会议全国委员会关于地方委员会的决定》，其中规定“人民政协组织法第十八条规定的省、市地方委员会，在普选的省、市人民代表大会召开以前，由各省、市人民代表会议所产生的省、市协商委员会代行其职权。”“各大行政区成立协商委员会时，亦适用上列各项决定。”“在中心城市、重要地区及省会，于普选的人民代表大会召开以后，依照人民政协组织法，全国委员会得在各该地设立全国委员会的地方委员会。”此外其中还规定了全国委员会与省、市协商委员会之间的关系。
1954年12月，中国人民政治协商会议第二届全国委员会第一次全体会议制定了《中国人民政治协商会议章程》。第二条规定：“中国人民政治协商会议设全国委员会和地方委员会。”第十七条规定：“省、自治区、直辖市和市设中国人民政治协商会议的省委员会、自治区委员会、直辖市委员会和市委员会。其他地方有必要的时候也可以设地方委员会。”第十九条规定：“中国人民政治协商会议地方委员会是人民民主统一战线的地方组织，它们的任务是：遵守和实行中国人民政治协商会议章程，推行中国人民政治协商会议全国委员会的全国性的决议和号召，协商和进行地方的人民民主统一战线工作。”第二十条规定：“中国人民政治协商会议的省委员会、自治区委员会每届任期四年，直辖市委员会、市委员会和其他的地方委员会每届任期二年。”此外还规定了地方委员会的组织原则、组织方式、组成、全体会议及其职权、工作机构等。
1954年之后，中国人民政治协商会议地方委员会发展起来。1956年1月，中华人民共和国设有政协地方委员会358个；1958年6月增加到911个。1966年达到1000多个。文革时期，政协工作停滞，政协地方委员会的工作也陷于停顿。1978年中共十一届三中全会和中国人民政治协商会议第五届全国委员会第一次会议后，政协工作恢复并发展。
1982年12月11日，中国人民政治协商会议第五届全国委员会第五次会议通过了新的《中国人民政治协商会议章程》。其中进一步规定了地方委员会的设立及职权。第三十九条规定：“省、自治区、直辖市设中国人民政治协商会议的省、自治区、直辖市委员会；自治州、设区的市、县、自治县、不设区的市和市辖区，凡有条件的地方，均可设立中国人民政治协商会议各该地方的地方委员会。”第四十一条规定：“中国人民政治协商会议的省、自治区、直辖市、自治州、设区的市的地方委员会每届任期五年。县、自治县、不设区的市和市辖区的地方委员会每届任期三年。”
1993年3月27日，中国人民政治协商会议第八届全国委员会第一次会议通过决议：“中国人民政治协商会议的省、自治区、直辖市、自治州、设区的市、县、自治县、不设区的市和市辖区的地方委员会每届任期5年。”1994年3月，中国人民政治协商会议第八届全国委员会第二次会议修订的《中国人民政治协商会议章程》第四十一条作了同样规定。
截至1997年底，政协各级地方委员会已达到3057个，委员已达到512619人。

## 工作
根据2004年3月12日中国人民政治协商会议第十届全国委员会第二次会议通过的《中国人民政治协商会议章程修正案》修订后的《中国人民政治协商会议章程》，对地方委员会作了详细规定。
第一章“工作总则”中的第一条规定：“中国人民政治协商会议全国委员会和地方委员会，按照中国人民政治协商会议章程进行工作。”第二条规定：“中国人民政治协商会议全国委员会和地方委员会的主要职能是政治协商、民主监督、参政议政。”
第一章还详细列举了中国人民政治协商会议全国委员会和地方委员会工作的具体内容和方法。

## 组织原则
2004年修订后的《中国人民政治协商会议章程》第十九条规定：“中国人民政治协商会议设全国委员会和地方委员会。”“中国人民政治协商会议全国委员会对地方委员会的关系和地方委员会对下级地方委员会的关系是指导关系。”第二十条规定：“中国人民政治协商会议地方委员会的组成，根据当地情况，参照全国委员会的组成决定。”第二十一条规定：“凡赞成本章程的党派和团体，经中国人民政治协商会议全国委员会常务委员会协商同意，得参加中国人民政治协商会议全国委员会。个人经中国人民政治协商会议全国委员会常务委员会协商邀请，亦得参加中国人民政治协商会议全国委员会。参加地方委员会者，由各级地方委员会按照本条上述规定办理。”第二十三条规定：“中国人民政治协商会议地方委员会对全国委员会的全国性的决议，下级地方委员会对上级地方委员会的全地区性的决议，都有遵守和履行的义务。”
关于设立，第四十条规定：“省、自治区、直辖市设中国人民政治协商会议的省、自治区、直辖市委员会；自治州、设区的市、县、自治县、不设区的市和市辖区，凡有条件的地方，均可设立中国人民政治协商会议各该地方的地方委员会。”第四十一条规定：“每届中国人民政治协商会议地方委员会的参加单位、委员名额和人选及界别设置，经上届地方委员会主席会议审议同意后，由常务委员会协商决定。”“每届地方委员会任期内，如有必要增加或者变更参加单位、委员名额和决定人选，经本届地方委员会主席会议审议同意后，由常务委员会协商决定。”
关于任期，第四十二条规定：“中国人民政治协商会议的省、自治区、直辖市、自治州、设区的市、县、自治县、不设区的市和市辖区的地方委员会每届任期五年。”
关于议案，第二十五条规定：“中国人民政治协商会议全国委员会和地方委员会全体会议的议案，应经全体委员过半数通过。常务委员会的议案，应经常务委员会全体组成人员过半数通过。各参加单位和个人对会议的决议，都有遵守和履行的义务。如有不同意见，在坚决执行的前提下可以声明保留。”
第二十六条规定：“中国人民政治协商会议全国委员会和地方委员会的委员，在本会会议上有表决权、选举权和被选举权；有对本会工作提出批评和建议的权利。”
第二十七条规定了参加中国人民政治协商会议全国委员会和地方委员会的单位和个人的权利。第二十八条规定：“参加中国人民政治协商会议全国委员会和地方委员会的单位和个人，有声明退出的自由。”第二十九条规定了对参加中国人民政治协商会议全国委员会和地方委员会的单位和个人给予警告处分或撤销参加资格的条件。

## 组织结构
关于全体会议，第四十四条规定：“中国人民政治协商会议各级地方委员会的全体会议每年至少举行一次。”第四十五条规定：“中国人民政治协商会议各级地方委员会全体会议行使下列职权：一、选举地方委员会的主席、副主席、秘书长和常务委员；二、听取和审议常务委员会的工作报告；三、讨论并通过有关的决议；四、参与对国家和地方事务的重要问题的讨论，提出建议和批评。”
关于主席，副主席和秘书长，第四十三条规定：“中国人民政治协商会议各级地方委员会设主席，副主席若干人和秘书长。”第四十八条规定：“中国人民政治协商会议各级地方委员会的主席主持常务委员会的工作。副主席、秘书长协助主席工作。”“主席、副主席、秘书长组成主席会议，处理常务委员会的重要日常工作。”“主席会议受常务委员会的委托，主持下一届第一次全体会议预备会议。”
关于常务委员会，第四十六条规定：“中国人民政治协商会议各级地方委员会设常务委员会主持会务。”“常务委员会由地方委员会主席、副主席、秘书长和常务委员组成，其候选人由参加各该地方委员会的各党派、团体、各民族和各界人士协商提名，经全体会议选举产生。”第四十七条规定：“中国人民政治协商会议地方委员会常务委员会行使下列职权：一、召集并主持地方委员会全体会议；每届第一次全体会议前召开全体委员参加的预备会议，选举第一次全体会议主席团，由主席团主持第一次全体会议；二、组织实现中国人民政治协商会议章程规定的任务和全国委员会所作的全国性的决议以及上级地方委员会所作的全地区性的决议；三、执行地方委员会全体会议的决议；四、地方委员会全体会议闭会期间，审议通过提交同级地方人民代表大会及其常务委员会或人民政府的重要建议案；五、根据秘书长的提议，任免地方委员会的副秘书长；六、决定地方委员会工作机构的设置和变动，并任免其领导成员。”
关于副秘书长，第四十九条规定：“中国人民政治协商会议各级地方委员会可以按照需要设副秘书长一人至数人，协助秘书长进行工作。”
关于工作机构，第五十条规定：“省、自治区、直辖市的地方委员会设立办公厅，专门委员会及其他工作机构的设置，按照当地实际情况和工作需要，由常务委员会决定。”“自治州、设区的市、县、自治县、不设区的市和市辖区的地方委员会的工作机构的设置，按照当地实际情况和工作需要，由常务委员会决定。”

### 中国人民政治协商会议各一级行政区委员会

#### 直辖市
1. 中国人民政治协商会议北京市委员会
2. 中国人民政治协商会议天津市委员会
3. 中国人民政治协商会议上海市委员会
4. 中国人民政治协商会议重庆市委员会

#### 自治区
1. 中国人民政治协商会议新疆维吾尔自治区委员会
2. 中国人民政治协商会议广西壮族自治区委员会
3. 中国人民政治协商会议宁夏回族自治区委员会
4. 中国人民政治协商会议西藏自治区委员会
5. 中国人民政治协商会议内蒙古自治区委员会

#### 省
1. 中国人民政治协商会议黑龙江省委员会
2. 中国人民政治协商会议吉林省委员会
3. 中国人民政治协商会议辽宁省委员会
4. 中国人民政治协商会议河北省委员会
5. 中国人民政治协商会议河南省委员会
6. 中国人民政治协商会议山东省委员会
7. 中国人民政治协商会议山西省委员会
8. 中国人民政治协商会议陕西省委员会
9. 中国人民政治协商会议甘肃省委员会
10. 中国人民政治协商会议青海省委员会
11. 中国人民政治协商会议四川省委员会
12. 中国人民政治协商会议湖北省委员会
13. 中国人民政治协商会议湖南省委员会
14. 中国人民政治协商会议江苏省委员会
15. 中国人民政治协商会议江西省委员会
16. 中国人民政治协商会议安徽省委员会
17. 中国人民政治协商会议浙江省委员会
18. 中国人民政治协商会议福建省委员会
19. 中国人民政治协商会议广东省委员会
20. 中国人民政治协商会议云南省委员会
21. 中国人民政治协商会议海南省委员会
22. 中国人民政治协商会议贵州省委员会

#### 附：副省级城市
- 中国人民政治协商会议广州市委员会
- 中国人民政治协商会议深圳市委员会